# Horden
Horden ist ein Village und ein Ward in der County Durham, England. Es liegt an der Nordseeküste, östlich von Peterlee, etwa 12 Meilen (ca. 19 km) südlich von Sunderland. Horden war bis zur Schließung der Horden Colliery im Jahr 1987 ein Bergbaudorf. Zu den wichtigsten Sehenswürdigkeiten gehören der Welfare and Memorial Park sowie die Kirche St. Mary's.

## Geschichte
Horden wurde erstmals im 11. Jahrhundert namentlich erwähnt. Der Name des Dorfes, Horden, bedeutet im Altenglischen „schmutziges Tal“. Das örtliche Herrenhaus, Horden Hall, wurde im frühen 17. Jahrhundert von Sir John Conyers, 1. Baronet (gest. 1664), erbaut. Das Dorf Horden entwickelte sich jedoch erst über einige Bauernhäuser hinaus, als im Jahr 1900 mit dem Bau der Zeche Horden Colliery begonnen wurde. Um 1920 wurden die Wohnhäuser der Bergleute gebaut, zunächst in Häuserzeilen mit den Namen First bis Thirteenth Streets. Die erste Kirche des Dorfes, St. Hilda's – heute die Gemeindehalle – wurde 1904 eingeweiht, und 1913 wurde die vom örtlichen Grundbesitzer Colonel Burdon erbaute St. Mary's Kirche eingeweiht. Das Dorf wuchs stark an und erreichte 1951 einen Höchststand von 15.000 Einwohnern.
Seit der Schließung des Bergwerks im Jahr 1987 ist die Einwohnerzahl von Horden auf etwa 8.000 Einwohner gesunken (Volkszählung 2011), und die Stadt leidet unter hoher Arbeitslosigkeit und einem Niedergang der lokalen Wirtschaft. Darüber hinaus hat Horden nach und nach die meisten seiner Dienstleistungen und Annehmlichkeiten verloren, darunter Polizei- und Feuerwehrstationen, eine weiterführende Schule und viele lokale Geschäfte und Kinos. Einige Bemühungen zur Revitalisierung der Ortschaft wurden unternommen, darunter ein Umbau des Stadtparks und der Wiederaufbau des Bahnhofs von Horden.

## Bergbau
Die Horden Colliery war einst eine der größten Zechen des Landes. Vom Baubeginn im Jahr 1900 bis zur Verstaatlichung im Jahr 1947 befand sie sich im Besitz der Horden Collieries Ltd, die auch die Bergwerke in Blackhall, Castle Eden und Shotton betrieb. Nach der Verstaatlichung wurde das Bergwerk von dem National Coal Board betrieben. Der lokale Colliery Welfare Park wurde in den 1920er Jahren von den Bergleuten finanziert. In den letzten Jahren hat Horden von der Beseitigung der Bergbauabraumhalden und der Neugestaltung des Welfare Park (in dem die Rugby-, Cricket- und Fußballmannschaften von Horden untergebracht sind) profitiert.
Das Bergwerk wurde hauptsächlich zum Abbau von Unterwasserkohle betrieben und verfügte über drei Schächte. Auf dem Höhepunkt des Betriebs in den 1930er Jahren beschäftigte das Bergwerk über 4000 Männer und förderte über 1,5 Millionen Tonnen Kohle pro Jahr.

## Infrastruktur
Die A1086 ist die Hauptstraße durch das Dorf und verbindet es mit Easington und der A19 nach Sunderland im Norden und Blackhall und der A179 nach Hartlepool im Süden; die B1320 verbindet das Dorf mit Peterlee und Shotton im Westen.
Das Dorf wird vom Bahnhof Horden an der Durham Coast Line bedient. Dieser Bahnhof wurde am 29. Juni 2020 eröffnet. Er ersetzte den früheren Bahnhof von Horden, der im Mai 1964 geschlossen wurde.